# The Narrows
För andra betydelser, se The Narrows (olika betydelser).

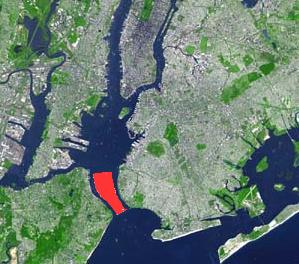
Satellitbild av New York Harbor. The Narrows är markerat i rött.

The Narrows, egentligen Verrazano Narrows, är ett sund i mynningen av Hudsonfloden, mellan Upper New York Bay och Lower New York Bay, i New York, USA. Sundet är cirka 2 km brett. Verrazano Narrows-bron över sundet förbinder Brooklyn och Staten Island. På den östra sidan ligger Fort Hamilton som fram till 1948 var utrustat med kustartilleripjäser.